# Bossiaea vombata
Bossiaea vombata, thường được biết đến với tên Wombat Bossiaea, là một loài thực vật có hoa thuộc họ Fabaceae. Nó là loài đặc hữu của Wombat State Forest ở Victoria, Úc. Loài này được chính thức miêu tả năm 2008.